# الدوري الشمالي لكرة القدم 1935–36
الدوري الشمالي لكرة القدم 1935–36 (بالإنجليزية: 1935–36 Northern Football League)‏ هو موسم من الدوري الشمالي لكرة القدم ‏. فاز فيه Shildon A.F.C. ‏.